# Перший Лорд Скарбниці
Перший Лорд Скарбниці — у Великій Британії голова урядової комісії, яка з сімнадцятого століття виконує обов'язки Лорда-скарбника. В наш час цю посаду завжди обіймає Прем'єр-міністр.
З початку XVII століття керування державною скарбницею часто передавалась комісії, а не окремій особі. З 1714 року цю функцію завжди виконує комісія. З того самого часу, учасники комісії називаються Лордами скарбниці та мають номери (Перший Лорд скарбниці, Другий Лорд скарбниці тощо), які позначають їхнє старшинство. Поступово, з середини XVIII століття, Перший Лорд скарбниці став розглядатись як голова над міністрами та набрав неофіційної назви «Прем'єр-міністр», яка згодом стала й офіційною.
Офіційна резиденція Першого Лорда скарбниці розташована на Даунінг-стріт, 10.